# Grajcarek
```
Grajcarek
 là một con sông nhỏ, một con suối, chạy giữa chân đồi của Lesser 
Pieniny
 và Beskid Sądecki. Nó khởi nguồn tại Jaworki, là 
nơi hợp lưu
 của các dòng suối Biała Woda và Czarna Woda.
[
1
]
 Dòng sông chảy qua Jaworki, Szlachtowa và chảy vào 
Dunajec
 ở 
Szczawnica
, ngay trước tảng đá Kotuńka đặc trưng, ở độ cao 430 mét. Sau ngã tư của những con đường là một cây cầu, dưới đó chảy qua sông Grajcarek, sau đó con đường Pieniny Trail bắt đầu.
[
2
]
```

Nguồn của Grajcarek được coi là nguồn gốc của Biała Woda, được tìm thấy ở độ cao khoảng 950 mét. Diện tích lưu vực của sông là 85,5   km², chiều dài từ nguồn đến cửa sông vào khoảng 15 km, với mức giảm trung bình 3,5%. Dòng sông chảy theo hướng chung từ Đông sang Tây của thung lũng, cũng là biên giới giữa Pieniny và Beskid Sądecki.
Trước đây Grajcarek được gọi Ruski Potok  có thể được dịch là Ruthenia Stream (trước Operation Vistula khi các làng đã được mọc lên xung quanh sông Szlachtowa, Jaworki, Biała Woda và Czarna Woda được nơi sinh sống của Lemkos, xem Rus Szlachtowska). Tên của dòng sông Grajcarek được đặt bởi khách du lịch và những người tắm trên dòng sông vào cuối thế kỷ 19.